# Sardinella zunasi
Sardinella zunasi es una especie de pez de la familia Clupeidae en el orden de los Clupeiformes.

## Morfología
Los machos pueden alcanzar 18 cm de longitud total.

## Depredadores
Es depredado por Cynoglossus semilaevis .

## Hábitat
Es un pez de mar y, pelágico, de clima subtropical (38 ° N-22 ° N, 117 ° E-134 ° E) y que se encuentra a partir de los 5 m de profundidad.

## Distribución geográfica
Se encuentra desde el sur del Japón hasta Taiwán.

## Costumbres
Forma bancos en las aguas costeras.

## Observaciones
Es empleado en la medicina tradicional china.